# 64295 Tangtisheng
64295 Tangtisheng este un asteroid din centura principală de asteroizi.

## Descriere
64295 Tangtisheng este un asteroid din centura principală de asteroizi. A fost descoperit pe 24 octombrie 2001 la Observatorul Desert Eagle de William Kwong Yu Yeung. Asteroidul prezintă o orbită caracterizată de o semiaxă mare de 2,31 ua, o excentricitate de 0,17 și o înclinație de 4,0° în raport cu ecliptica.